# الکس زوله
الکس زوله (زادهٔ ۵ ژوئیهٔ ۱۹۶۸) رکابزن حرفه‌ای سابق سوئیسی است که در رشتهٔ دوچرخه‌سواری جاده فعالیت می‌کرد. او توانست در دو سال پیاپی (۱۹۹۶ و ۱۹۹۷) برندهٔ ووئلتا اسپانیا شود و در دو دورهٔ تور دو فرانس (در سال‌های ۱۹۹۵ و ۱۹۹۹) بر سکوی دوم ایستاد. همچنین در سال ۱۹۹۶ در لوگانو، قهرمان مسابقات جهانی تایم تریل شد.

## زندگی‌نامه

### آغاز فعالیت حرفه‌ای
زوله در ویل در کانتون سنت گالن به دنیا آمد و پرورش یافت. پدرش سوئیسی و مادرش هلندی بودند. او ابتدا به اسکی علاقه داشت؛ ولی در ۱۸ سالگی در تصادفی مجروح شد. او در هلند برای توان‌بخشی دوچرخه‌سواری را آغاز کرد؛ ولی از آن‌جایی که به‌شدت بادخیز بود، آن را کنار گذاشت.
پدرش که تجهیزات دوچرخه‌سواری را خریده‌بود، او را تشویق کرد که پس از بازگشت به سوئیس، فرصت دوباره‌ای به دوچرخه‌سواری بدند. زوله پس از چند سال فعالیت آماتور موفق، در سال ۱۹۹۱ حرفه‌ای شد. او نخست به مدیر ورزشی سابق تیم سوئیس نزدیک شد؛ ولی او با فرد دیگری قرارداد بست.
او سپس به مانولو سائیز نزدیک شد؛ ولی به دلایلی از جمله گوشواره داشتن زوله، او را نپذیرفت. در نهایت، سائیز کوتاه آمد و زوله به عنوان رکابزن آینده‌دار برای تیم اونسه در تور کاتالونیا رکاب زد. او چند بار حمله کرد و مسابقه را در رتبهٔ سوم به پایان رساند. زوله در سپتامبر ۱۹۹۱ نخستین قرارداد حرفه‌ای خود را امضا کرد و تا سال ۱۹۹۷ در اونسه ماند.

### قضیه فستینا
زوله در سال ۱۹۹۸ به فستینا پیوست. به دلیل اتهامات دوپینگ، فستینا از حضور در تور دو فرانس ۱۹۹۸ محروم شد. پنج رکابزن تیم از جمله زوله به استفاده از اریتروپوئیتین اعتراف کردند. زوله گفت که این کار را برای خشنود کردن حامیان مالی تیم انجام داده‌است.
زوله در سال ۲۰۰۴ بازنشسته شد و جشنی را در اکتبر همان سال برای هواداران خود برگزار کرد.

## دستاوردها

### نتایج در گرند تورها
| گرند تور                       | ۱۹۹۲         | ۱۹۹۳         | ۱۹۹۴         | ۱۹۹۵         | ۱۹۹۶ | ۱۹۹۷   | ۱۹۹۸   | ۱۹۹۹ | ۲۰۰۰   | ۲۰۰۱ | ۲۰۰۲ | ۲۰۰۳   |
| تور دو فرانس                   | تور دو فرانس | تور دو فرانس | تور دو فرانس | تور دو فرانس |      |        |        |      |        |      |      |        |
| ------------------------------ | ------------ | ------------ | ------------ | ------------ | ---- | ------ | ------ | ---- | ------ | ---- | ---- | ------ |
| رده‌بندی اصلی                   | ناتمام       | ۴۱           | ۸            | ۲            | ۲۶   | ناتمام | ناتمام | ۲    | ناتمام | -    | -    | -      |
| رده‌بندی کوهستان                | -            | -            | -            | ۳            | -    | -      | -      | -    | -      | -    | -    | -      |
| رده‌بندی امتیازی                | -            | -            | -            | -            | -    | -      | -      | -    | -      | -    | -    | -      |
| رده‌بندی رکابزن جوان            | -            | -            | -            | -            | -    | -      | -      | -    | -      | -    | -    | -      |
| پیروزی در مراحل                | -            | -            | -            | ۱            | ۱    | -      | -      | -    | -      | -    | -    | -      |
| جیرو دیتالیا                   |              |              |              |              |      |        |        |      |        |      |      |        |
| رده‌بندی اصلی                   | -            | -            | -            | -            | -    | -      | ۱۴     |      | -      | -    | -    | -      |
| رده‌بندی کوهستان                | -            | -            | -            | -            | -    | -      | -      | -    | -      | -    | -    | -      |
| رده‌بندی امتیازی                | -            | -            | -            | -            | -    | -      | -      | -    | -      | -    | -    | -      |
| رده‌بندی رکابزن جوان            | -            | -            | -            | -            | -    | -      | -      | -    | -      | -    | -    | -      |
| پیروزی در مراحل                | -            | -            | -            | -            | -    | -      | ۳      | -    | -      | -    | -    | -      |
| تور دوچرخه‌سواری ووئلتا اسپانیا |              |              |              |              |      |        |        |      |        |      |      |        |
| رده‌بندی اصلی                   | ناتمام       | ۲            | ۴            | ۲۰           | ۱    | ۱      | ۸      | ۳۷   | ۴۹     | ۱۰۹  | -    | ناتمام |
| رده‌بندی کوهستان                | -            | ۲            | -            | ۳            | -    | ۲      | -      | -    | -      | -    | -    | -      |
| رده‌بندی امتیازی                | -            | ۲            | ۳            | -            | -    | -      | -      | -    | -      | -    | -    | -      |
| رده‌بندی ترکیبی                 | -            | -            | -            | -            | -    | -      | -      | -    | -      | -    | -    | -      |
| پیروزی در مراحل                | -            | ۳            | -            | ۱            | ۱    | ۱      | ۱      | ۱    | ۱      | -    | -    | -      |